# Lista campioanelor la dublu feminin US Open
Următoarele perechi au câștigat campionatul de tenis al US Open la dublu feminin.

## Campioane

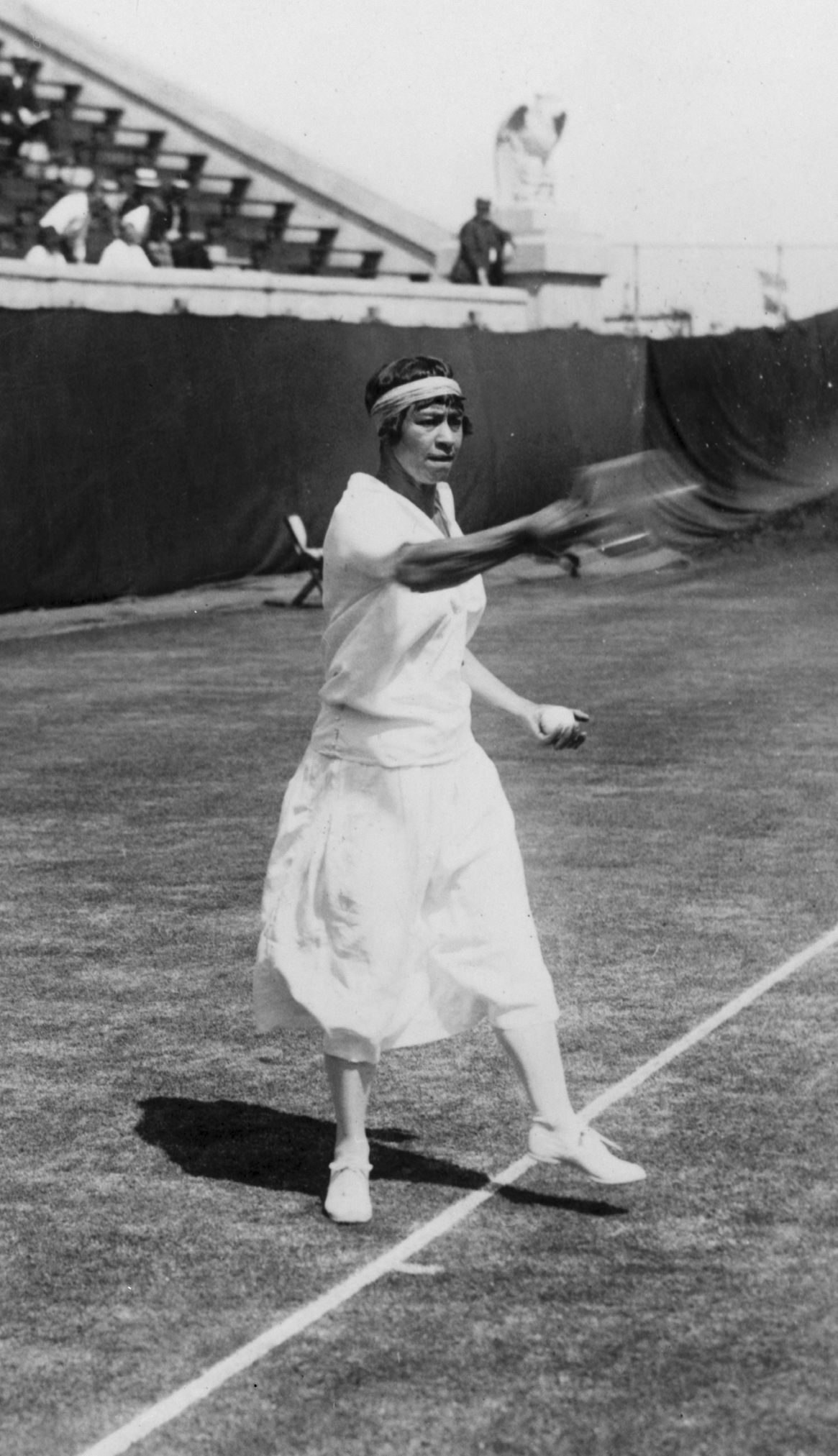
Molla Bjurstedt Mallory a câștigat titlul de dublu feminin în 1916 și 1917 împreună cu Eleonora Sears.

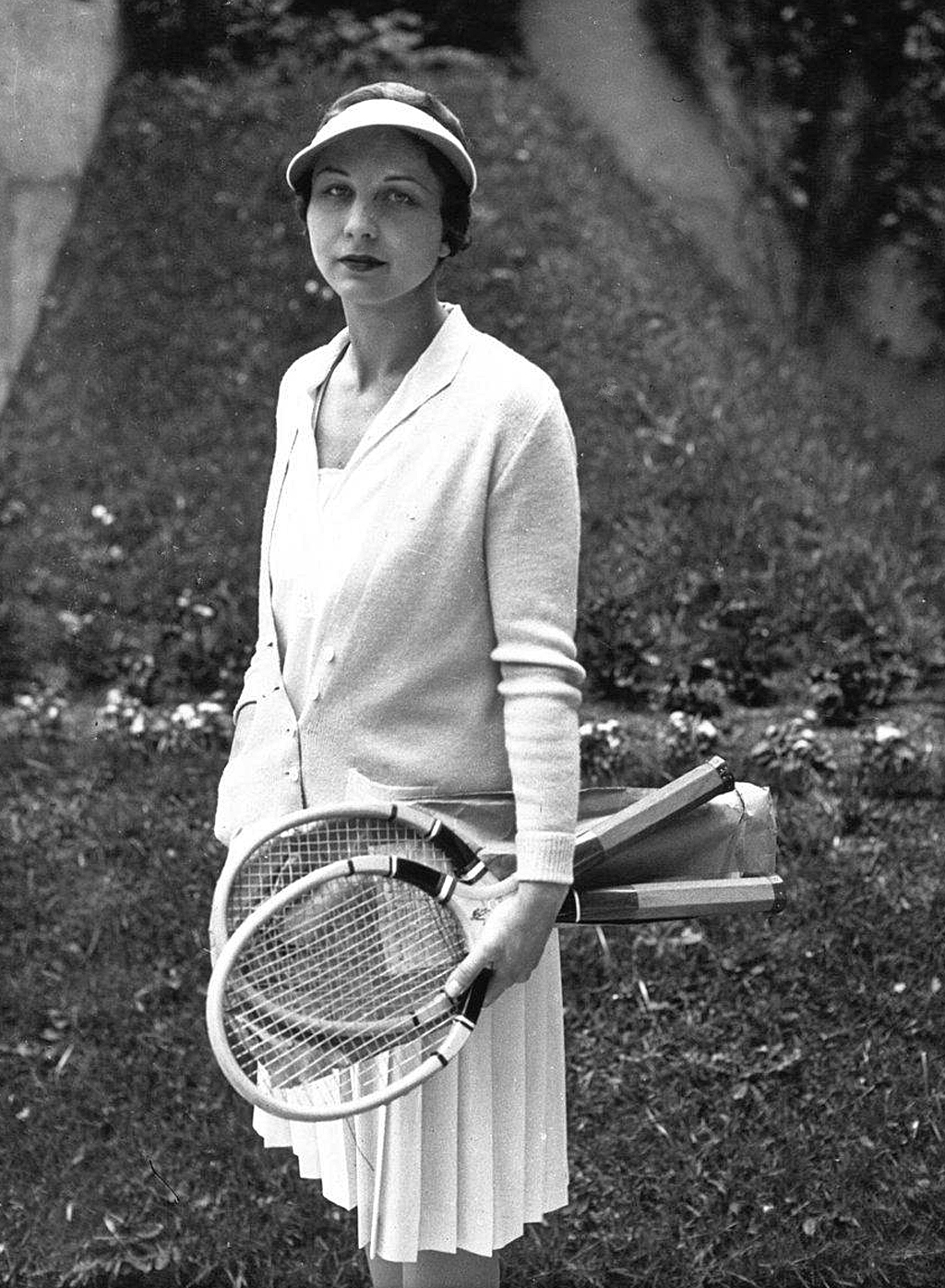
Helen Wills Moody a câștigat titlul de dublu feminin de patru ori în anii interbelici.

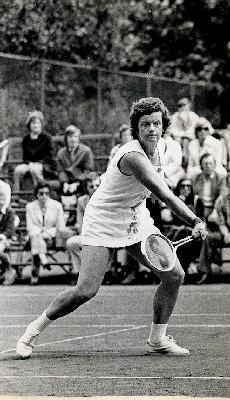
Jucătoarea olandeză Betty Stöve a câștigat titlul de dublu în 1977 și 1979

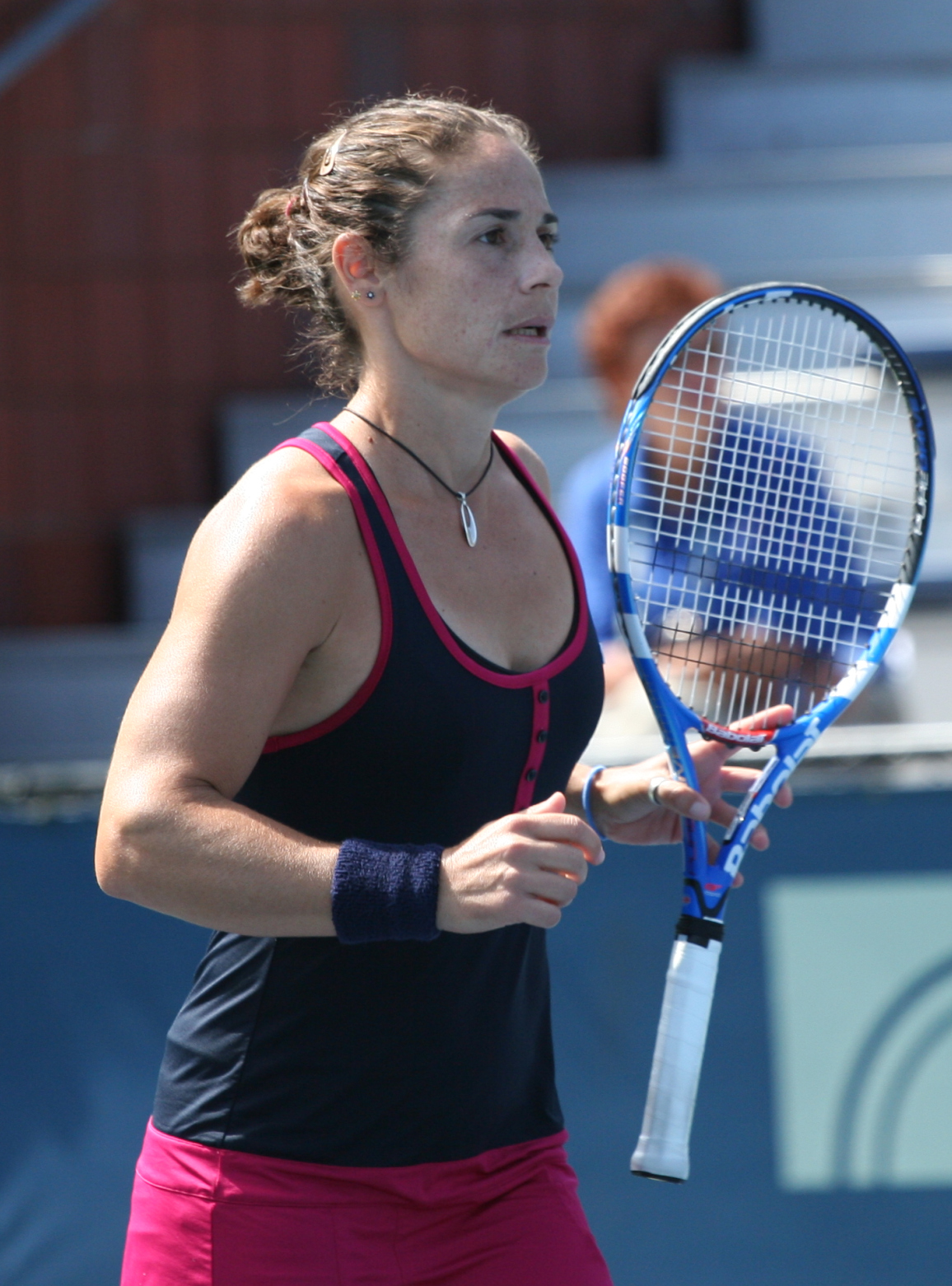
Virginia Ruano Pascual a câștigat 10 titluri de dublu feminin în carieră și trei dintre acestea au fost la US Open.

| An           | Campioane                                      | Finaliste                                  | Scor                    |
| ------------ | ---------------------------------------------- | ------------------------------------------ | ----------------------- |
| 1889         | Bertha Townsend Margarette Ballard             | Marian Wright Laura Knight                 | 6–0, 6–2                |
| 1890         | Ellen Roosevelt Grace Roosevelt                | Bertha Townsend Margarette Ballard         | 6–1, 6–2                |
| 1891         | Mabel Cahill Emma Leavitt-Morgan               | Ellen Roosevelt Grace Roosevelt            | 2–6, 8–6, 6–4           |
| 1892         | Mabel Cahill Adeline McKinlay                  | Helen Day Harris Amy Williams              | 6–1, 6–3                |
| 1893         | Aline Terry Harriet Butler                     | Augusta Schultz Miss Stone                 | 6–4, 6–3                |
| 1894         | Helen Hellwig Juliette Atkinson                | Annabella C. Wistar Amy Williams           | 6–4, 8–6, 6–2           |
| 1895         | Helen Hellwig Juliette Atkinson                | Elisabeth Moore Amy Williams               | 6–2, 6–2, 12–10         |
| 1896         | Elisabeth Moore Juliette Atkinson              | Annabella C. Wistar Amy Williams           | 6–4, 7–5                |
| 1897         | Juliette Atkinson Kathleen Atkinson            | Mrs. F. Edwards Elizabeth Rastall          | 6–2, 6–1, 6–1           |
| 1898         | Juliette Atkinson Kathleen Atkinson            | Marie Wimer Carrie Neely                   | 6–1, 2–6, 4–6, 6–1, 6–2 |
| 1899         | Jane Craven Myrtle McAteer                     | Maud Banks Elizabeth Rastall               | 6–1, 6–1, 7–5           |
| 1900         | Edith Parker Hallie Champlin                   | Marie Wimer Myrtle McAteer                 | 9–7, 6–2, 6–2           |
| 1901         | Juliette Atkinson Myrtle McAteer               | Marion Jones Elisabeth Moore               | default                 |
| 1902         | Juliette Atkinson Marion Jones                 | Maud Banks Nona Closterman                 | 6–2, 7–5                |
| 1903         | Elisabeth Moore Carrie Neely                   | Miriam Hall Marion Jones                   | 6–4, 6–1, 6–1           |
| 1904         | May Sutton Miriam Hall                         | Elisabeth Moore Carrie Neely               | 3–6, 6–3, 6–3           |
| 1905         | Helen Homans Carrie Neely                      | Marjorie Oberteuffer Virginia Maule        | 6–0, 6–1                |
| 1906         | Ann Burdette Coe Ethel Bliss Platt             | Helen Homans Clover Boldt                  | 6–4, 6–4                |
| 1907         | Marie Wimer Carrie Neely                       | Edna Wildey Natalie Wildey                 | 6–1, 2–6, 6–4           |
| 1908         | Evelyn Sears Margaret Curtis                   | Carrie Neely Miriam Steever                | 6–3, 5–7, 9–7           |
| 1909         | Hazel Hotchkiss Wightman Edith Rotch           | Dorothy Green Lois Moyes                   | 6–1, 6–1                |
| 1910         | Hazel Hotchkiss Wightman Edith Rotch           | Adelaide Browning Edna Wildey              | 6–4, 6–4                |
| 1911         | Hazel Hotchkiss Wightman Eleonora Sears        | Dorothy Green Florence Sutton              | 6–4, 4–6, 6–2           |
| 1912         | Dorothy Green Mary K. Browne                   | Maud Barger-Wallach Mrs. Frederick Schmitz | 6–2, 5–7, 6–0           |
| 1913         | Mary K. Browne Louise Riddell Williams         | Dorothy Green Edna Wildey                  | 12–10, 2–6, 6–3         |
| 1914         | Mary K. Browne Louise Riddell Williams         | Louise Raymond Edna Wildey                 | 10–8, 6–2               |
| 1915         | Hazel Hotchkiss Wightman Eleonora Sears        | Helen Homans McLean Mrs. G. L. Chapman     | 10–8, 6–2               |
| 1916         | Molla Bjurstedt Eleonora Sears                 | Louise Raymond Edna Wildey                 | 4–6, 6–2, 10–8          |
| 1917         | Molla Bjurstedt Eleonora Sears                 | Phyllis Walsh Grace Moore LeRoy            | 6–2, 6–4                |
| 1918         | Marion Zinderstein Eleanor Goss                | Molla Bjurstedt Anna Rogge                 | 7–5, 8–6                |
| 1919         | Marion Zinderstein Eleanor Goss                | Eleonora Sears Hazel Hotchkiss Wightman    | 10–8, 9–7               |
| 1920         | Marion Zinderstein Eleanor Goss                | Eleanor Tennant Helen Baker                | 6–3, 6–1                |
| 1921         | Mary K. Browne Louise Riddell Williams         | Helen Gilleaudeau Aletta Bailey Morris     | 6–3, 6–2                |
| 1922         | Marion Zinderstein Jessup Helen Wills Moody    | Edith Sigourney Molla Bjurstedt Mallory    | 6–4, 7–9, 6–3           |
| 1923         | Kitty McKane Godfree Phyllis Howkins Covell    | Hazel Hotchkiss Wightman Eleanor Goss      | 2–6, 6–2, 6–1           |
| 1924         | Hazel Hotchkiss Wightman Helen Wills Moody     | Eleanor Goss Marion Jessup                 | 6–4, 6–3                |
| 1925         | Mary K. Browne Helen Wills Moody               | May Bundy Elizabeth Ryan                   | 6–4, 6–3                |
| 1926         | Elizabeth Ryan Eleanor Goss                    | Mary K. Browne Charlotte Hosmer Chapin     | 3–6, 6–4, 12–10         |
| 1927         | Kitty McKane Godfree Ermyntrude Harvey         | Betty Nuthall Joan Fry                     | 6–1, 4–6, 6–4           |
| 1928         | Hazel Hotchkiss Wightman Helen Wills Moody     | Edith Cross Anna McCune Harper             | 6–2, 6–2                |
| 1929         | Phoebe Holcroft Watson Peggy Michell           | Phyllis Covell Dorothy Shepherd-Barron     | 2–6, 6–3, 6–4           |
| 1930         | Betty Nuthall Sarah Palfrey Cooke              | Edith Cross Anna McCune Harper             | 3–6, 6–3, 7–5           |
| 1931         | Betty Nuthall Eileen Bennett Whittingstall     | Helen Jacobs Dorothy Round                 | 6–2, 6–4                |
| 1932         | Helen Jacobs Sarah Palfrey Cooke               | Alice Marble Marjorie Morrill              | 8–6, 6–1                |
| 1933         | Betty Nuthall Freda James                      | Helen Wills Moody Elizabeth Ryan           | default                 |
| 1934         | Helen Jacobs Sarah Palfrey Cooke               | Carolin Babcock Dorothy Andrus             | 4–6, 6–3, 6–4           |
| 1935         | Helen Jacobs Sarah Palfrey Cooke               | Carolin Babcock Dorothy Andrus             | 6–4, 6–2                |
| 1936         | Marjorie Gladman Van Ryn Carolin Babcock Stark | Helen Jacobs Sarah Palfrey Cooke           | 9–7, 2–6, 6–4           |
| 1937         | Sarah Palfrey Cooke Alice Marble               | Marjorie Gladman Van Ryn Carolin Babcock   | 7–5, 6–4                |
| 1938         | Sarah Palfrey Cooke Alice Marble               | Simonne Mathieu Jadwiga Jędrzejowska       | 6–8, 6–4, 6–3           |
| 1939         | Sarah Palfrey Cooke Alice Marble               | Kay Stammers Freda Hammersley              | 7–5, 8–6                |
| 1940         | Sarah Palfrey Cooke Alice Marble               | Dorothy Bundy Marjorie Gladman Van Ryn     | 6–4, 6–3                |
| 1941         | Sarah Palfrey Cooke Margaret Osborne duPont    | Dorothy Bundy Pauline Betz                 | 3–6, 6–1, 6–4           |
| 1942         | Louise Brough Margaret Osborne duPont          | Pauline Betz Doris Hart                    | 2–6, 7–5, 6–0           |
| 1943         | Louise Brough Margaret Osborne duPont          | Pauline Betz Doris Hart                    | 6–4, 6–3                |
| 1944         | Louise Brough Margaret Osborne duPont          | Pauline Betz Doris Hart                    | 4–6, 6–4, 6–3           |
| 1945         | Louise Brough Margaret Osborne duPont          | Pauline Betz Doris Hart                    | 6–3, 6–3                |
| 1946         | Louise Brough Margaret Osborne duPont          | Mary Prentiss Patricia Todd                | 6–1, 6–3                |
| 1947         | Louise Brough Margaret Osborne duPont          | Doris Hart Patricia Todd                   | 5–7, 6–3, 7–5           |
| 1948         | Louise Brough Margaret Osborne duPont          | Doris Hart Patricia Todd                   | 6–4, 8–10, 6–1          |
| 1949         | Louise Brough Margaret Osborne duPont          | Doris Hart Shirley Fry                     | 6–4, 10–8               |
| 1950         | Louise Brough Margaret Osborne duPont          | Doris Hart Shirley Fry                     | 6–2, 6–3                |
| 1951         | Doris Hart Shirley Fry                         | Nancy Chaffee Patricia Todd                | 6–4, 6–2                |
| 1952         | Doris Hart Shirley Fry                         | Louise Brough Maureen Connolly             | 10–8, 6–4               |
| 1953         | Doris Hart Shirley Fry                         | Louise Brough Margaret Osborne duPont      | 6–2, 7–9, 9–7           |
| 1954         | Doris Hart Shirley Fry                         | Louise Brough Margaret Osborne duPont      | 6–4, 6–4                |
| 1955         | Louise Brough Margaret Osborne duPont          | Doris Hart Shirley Fry                     | 6–3, 1–6, 6–3           |
| 1956         | Louise Brough Margaret Osborne duPont          | Betty Pratt Shirley Fry                    | 6–3, 6–0                |
| 1957         | Louise Brough Margaret Osborne duPont          | Althea Gibson Darlene Hard                 | 6–2, 7–5                |
| 1958         | Jeanne Arth Darlene Hard                       | Althea Gibson Maria Bueno                  | 2–6, 6–3, 6–4           |
| 1959         | Jeanne Arth Darlene Hard                       | Maria Bueno Sally Moore                    | 6–2, 6–3                |
| 1960         | Maria Bueno Darlene Hard                       | Ann Haydon Deidre Catt                     | 6–1, 6–1                |
| 1961         | Darlene Hard Lesley Turner Bowrey              | Edda Buding Yola Ramírez                   | 6–4, 5–7, 6–0           |
| 1962         | Maria Bueno Darlene Hard                       | Billie Jean Moffitt Karen Susman           | 4–6, 6–3, 6–2           |
| 1963         | Robyn Ebbern Margaret Smith                    | Darlene Hard Maria Bueno                   | 4–6, 10–8, 6–3          |
| 1964         | Billie Jean King Karen Hantze Susman           | Margaret Smith Lesley Turner Bowrey        | 3–6, 6–2, 6–4           |
| 1965         | Carole Caldwell Graebner Nancy Richey          | Billie Jean Moffitt Karen Susman           | 6–4, 6–4                |
| 1966         | Maria Bueno Nancy Richey                       | Billie Jean Moffitt Rosemary Casals        | 6–3, 6–4                |
| 1967         | Rosemary Casals Billie Jean King               | Mary-Ann Eisel Donna Floyd Fales           | 4–6, 6–3, 6–4           |
| ↓ Open Era ↓ |                                                |                                            |                         |
| 1968         | Maria Bueno Margaret Court                     | Rosemary Casals Billie Jean King           | 4–6, 9–7, 8–6           |
| 1969         | Françoise Dürr Darlene Hard                    | Margaret Court Virginia Wade               | 0–6, 6–3, 6–4           |
| 1970         | Margaret Court Judy Tegart-Dalton              | Rosemary Casals Virginia Wade              | 6–3, 6–4                |
| 1971         | Rosemary Casals Judy Tegart-Dalton             | Gail Sherriff Chanfreau Françoise Dürr     | 6–3, 6–3                |
| 1972         | Françoise Dürr Betty Stöve                     | Margaret Court Virginia Wade               | 6–3, 1–6, 6–3           |
| 1973         | Margaret Court Virginia Wade                   | Rosemary Casals Billie Jean King           | 3–6, 6–3, 7–5           |
| 1974         | Rosemary Casals Billie Jean King               | Françoise Dürr Betty Stöve                 | 7–6, 6–7, 6–4           |
| 1975         | Margaret Court Virginia Wade                   | Rosemary Casals Billie Jean King           | 7–5, 2–6, 7–6           |
| 1976         | Delina Boshoff Ilana Kloss                     | Olga Morozova Virginia Wade                | 6–1, 6–4                |
| 1977         | Martina Navratilova Betty Stöve                | Renée Richards Betty Ann Grubb Stuart      | 6–1, 7–6                |
| 1978         | Billie Jean King Martina Navratilova           | Kerry Melville Reid Wendy Turnbull         | 7–6, 6–4                |
| 1979         | Betty Stöve Wendy Turnbull                     | Billie Jean King Martina Navratilova       | 6–4, 6–3                |
| 1980         | Billie Jean King Martina Navratilova           | Pam Shriver Betty Stöve                    | 7–6, 7–5                |
| 1981         | Kathy Jordan Anne Smith                        | Rosemary Casals Wendy Turnbull             | 6–3, 6–3                |
| 1982         | Rosemary Casals Wendy Turnbull                 | Barbara Potter Sharon Walsh                | 6–4, 6–4                |
| 1983         | Martina Navratilova Pam Shriver                | Rosalyn Fairbank Candy Reynolds            | 6–7, 6–1, 6–3           |
| 1984         | Martina Navratilova Pam Shriver                | Anne Hobbs Wendy Turnbull                  | 6–2, 6–4                |
| 1985         | Claudia Kohde-Kilsch Helena Suková             | Martina Navratilova Pam Shriver            | 6–7, 6–2, 6–3           |
| 1986         | Martina Navratilova Pam Shriver                | Hana Mandlíková Wendy Turnbull             | 6–4, 3–6, 6–3           |
| 1987         | Martina Navratilova Pam Shriver                | Kathy Jordan Elizabeth Sayers Smylie       | 5–7, 6–4, 6–2           |
| 1988         | Gigi Fernández Robin White                     | Patty Fendick Jill Hetherington            | 6–4, 6–1                |
| 1989         | Hana Mandlíková Martina Navratilova            | Mary Joe Fernández Pam Shriver             | 5–7, 6–4, 6–4           |
| 1990         | Gigi Fernández Martina Navratilova             | Jana Novotná Helena Suková                 | 6–2, 6–4                |
| 1991         | Pam Shriver Natalia Zvereva                    | Jana Novotná Larisa Savchenko Neiland      | 6–4, 4–6, 7–6           |
| 1992         | Gigi Fernández Natalia Zvereva                 | Jana Novotná Larisa Savchenko Neiland      | 7–6, 6–1                |
| 1993         | Arantxa Sánchez Vicario Helena Suková          | Amanda Coetzer Inés Gorrochategui          | 6–4, 6–2                |
| 1994         | Jana Novotná Arantxa Sánchez Vicario           | Katerina Maleeva Robin White               | 6–3, 6–3                |
| 1995         | Gigi Fernández Natalia Zvereva                 | Brenda Schultz-McCarthy Rennae Stubbs      | 7–5, 6–3                |
| 1996         | Gigi Fernández Natalia Zvereva                 | Jana Novotná Arantxa Sánchez Vicario       | 1–6, 6–1, 6–4           |
| 1997         | Lindsay Davenport Jana Novotná                 | Gigi Fernández Natalia Zvereva             | 6–3, 6–4                |
| 1998         | Martina Hingis Jana Novotná                    | Lindsay Davenport Natalia Zvereva          | 6–3, 6–3                |
| 1999         | Serena Williams Venus Williams                 | Chanda Rubin Sandrine Testud               | 4–6, 6–1, 6–4           |
| 2000         | Julie Halard-Decugis Ai Sugiyama               | Cara Black Elena Likhovtseva               | 6–0, 1–6, 6–1           |
| 2001         | Lisa Raymond Rennae Stubbs                     | Kimberly Po-Messerli Nathalie Tauziat      | 6–2, 5–7, 7–5           |
| 2002         | Virginia Ruano Pascual Paola Suárez            | Elena Dementieva Janette Husárová          | 6–2, 6–1                |
| 2003         | Virginia Ruano Pascual Paola Suárez            | Svetlana Kuznetsova Martina Navratilova    | 6–2, 6–2                |
| 2004         | Virginia Ruano Pascual Paola Suárez            | Svetlana Kuznetsova Elena Likhovtseva      | 6–4, 7–5                |
| 2005         | Lisa Raymond Samantha Stosur                   | Elena Dementieva Flavia Pennetta           | 6–2, 5–7, 6–3           |
| 2006         | Nathalie Dechy Vera Zvonareva                  | Dinara Safina Katarina Srebotnik           | 7–6, 7–5                |
| 2007         | Nathalie Dechy Dinara Safina                   | Chan Yung-jan Chuang Chia-jung             | 6–4, 6–2                |
| 2008         | Cara Black Liezel Huber                        | Lisa Raymond Samantha Stosur               | 6–3, 7–6(8–6)           |
| 2009         | Serena Williams Venus Williams                 | Cara Black Liezel Huber                    | 6–2, 6–2                |
| 2010         | Vania King Yaroslava Shvedova                  | Liezel Huber Nadia Petrova                 | 2–6, 6–4, 7–6(7–4)      |
| 2011         | Liezel Huber Lisa Raymond                      | Vania King Yaroslava Shvedova              | 4–6, 7–6(7–5), 7–6(7–3) |
| 2012         | Sara Errani Roberta Vinci                      | Andrea Hlaváčková Lucie Hradecká           | 6–4, 6–2                |
| 2013         | Andrea Hlaváčková Lucie Hradecká               | Ashleigh Barty Casey Dellacqua             | 6–7(4–7), 6–1, 6–4      |
| 2014         | Ekaterina Makarova Elena Vesnina               | Martina Hingis Flavia Pennetta             | 2–6, 6–3, 6–2           |
| 2015         | Martina Hingis Sania Mirza                     | Casey Dellacqua Yaroslava Shvedova         | 6–3, 6–3                |
| 2016         | Bethanie Mattek-Sands Lucie Šafářová           | Caroline Garcia Kristina Mladenovic        | 2–6, 7–6(7–5), 6–4      |
| 2017         | Chan Yung-jan Martina Hingis                   | Lucie Hradecká Kateřina Siniaková          | 6–3, 6–2                |
| 2018         | Ashleigh Barty CoCo Vandeweghe                 | Tímea Babos Kristina Mladenovic            | 3–6, 7–6(7–2), 7–6(8–6) |
| 2019         | Elise Mertens Aryna Sabalenka                  | Ashleigh Barty Victoria Azarenka           | 7-5, 7-5                |
| 2020         | Laura Siegemund Vera Zvonareva                 | Nicole Melichar Xu Yifan                   | 6-4, 6-4                |
| 2021         | Samantha Stosur Zhang Shuai                    | Coco Gauff Caty McNally                    | 6-3, 3-6, 6-3           |
| 2022         | Barbora Krejčíková Kateřina Siniaková          | Caty McNally Taylor Townsend               | 3–6, 7–5, 6–1           |
| 2023         | Gabriela Dabrowski Erin Routliffe              | Laura Siegemund Vera Zvonareva             | 7–6(11–9), 6–3          |
| 2024         | Lyudmyla Kichenok Jeļena Ostapenko             | Kristina Mladenovic Zhang Shuai            | 6–4, 63                 |